# Barrel Brothers
Albums par Skyzoo
A Dream Deferred
(2012) Music for My Friends
(2015)
Albums par Torae
Off the Record
(2012)
Singles
1. Blue Yankee Fitted
Sortie : 25 avril 2014

Barrel Brothers est un album collaboratif de Skyzoo et Torae (sous le nom Barrel Brothers), sorti le 27 mai 2014.

## Liste des titres
| No  | Titre                                                                             | Contient un (des) sample(s) de | Durée |
| --- | --------------------------------------------------------------------------------- | --- | ----- |
| 1.  | Intro                                                                             | | 1:08  |
| 2.  | Talk of the Town (Produit par Oh No)                                              | All in Together de Skyzoo & Torae featuring Sean Price et Guilty Simpson Who Shot Ya? de The Notorious B.I.G. featuring Puff Daddy Barry Bonds de Kanye West featuring Lil Wayne | 3:07  |
| 3.  | Make You a Believer (Produit par Jahlil Beats)                                    | | 3:25  |
| 4.  | Tunnel Vision (Produit par Illmind)                                               | Rebirth of Slick (Cool Like Dat) de Digable Planets | 3:29  |
| 5.  | Blue Yankee Fitted (Produit par Illmind)                                          | Psychedelic Shack d'Albino Gorilla Long Red de Mountain | 4:00  |
| 6.  | All in Together (featuring Sean Price et Guilty Simpson – Produit par Black Milk) | | 4:15  |
| 7.  | Triangle Offense (featuring Sha Stimuli – Produit par Illmind)                    | Thank You Fallentin Me Be Mice Elf Agin de Junior Mance | 2:50  |
| 8.  | Movie Album (Skit) (Produit par Auréli1 a.k.a TIGA)                               | | 3:58  |
| 9.  | Albee Square Mall (featuring Livin Proof – Produit par Praise)                    | The Garden Freestyle de The Notorious B.I.G. et Big Daddy Kane featuring 2Pac, Big Scoob et Shyheim                                                                              | 4:19  |
| 10. | The Hand Off (Produit par Khrysis et Cyrus Tha Great)                             | Move Over des Soul Children | 2:06  |
| 11. | 4 Bar Friday (Produit par The Stuyvesants)                                        | Follow Your Heart des Manhattans | 2:24  |
| 12. | Memorabilia (Produit par AntMan Wonder)                                           | | 2:50  |
| 13. | Rediscover (featuring Blu – Produit par MarcNfinit)                               | Rediscover Me du Main Ingredient | 3:31  |
| 14. | The Aura (Produit par DJ Premier et AntMan Wonder)                                | 99 Problems d'Ice-T featuring Brother Marquis | 4:21  |

| 15. | Got It From Here (Produit par Apollo Brown) | 2:43 |